# Alattyán
Alattyán község az Észak-Alföld régióban, Jász-Nagykun-Szolnok vármegyében, a Jászapáti járásban.

## Fekvése
A Zagyva bal partján fekszik Szolnoktól 34 km-re északnyugatra, Jászberénytől 13 km-re délkeletre. 
A 32-es főúton érhető el, Szolnok irányából Jászalsószentgyörgyön és Jánoshidán, Jászberényből Jászteleken keresztül. Teljes területe sík, tengerszint feletti magassága 90-91 méter.

## Neve
Neve török személynévből ered (Alîp-Tîɣan), jelentése: "hős-sólyom". Etimológiailag előtagja összefügg a magyar Alap és Alpár helynevekkel, utótagja pedig a turul köznévvel.

## Története
Első írásos említése 1212-ből maradt fenn a Váradi regestrumban, amelyben Olaptiuã néven szerepel.
A 14. század végén a Kun család birtoka volt, később a Chyrke családé.
Területén avar kori temetőt tártak fel.
A 15. században Kolbászszék dűlőben kun telep volt.
A törökök 1536-ban feldúlták a települést, de az a törökdúlást túlélte, a felszabadító háborúk azonban nagy pusztítást okoztak Alattyánon is.
1700 körül egy részbirtokos, a jánoshidai premontrei prépost morva telepeseket telepített be.
A falu az 1876. évi 33. törvénycikkellyel került Jász-Nagykun-Szolnok vármegyéhez és a földrajzi-történelmi értelemben vett Jászsághoz.
Népessége 1851-ben 1610, 1891-ben 2067, 1910-ben 2423, 1990-ben 1929,  2001-ben 2060 fő volt.

## Közélete

### Polgármesterei
- 1990–1994: Kiss Károly (független)[5]
- 1994–1998: Kiss Károly (MSZP)[6]
- 1998–2002: Koczkás Gábor (független)[7]
- 2002–2006: Koczkás Gábor (független)[8]
- 2006–2010: Koczkás Gábor Mátyás (független)[9]
- 2010–2014: Dalmadi Tiborné (független)[10]
- 2014–2019: Koczkás Gábor Mátyás (Fidesz)[11]
- 2019–2024: Huszár Arnold (független)[12]
- 2024– : Huszár Arnold (független)[1]

## Népesség
A település népességének alakulása:
| Lakosok száma | 2084 | 2035 | 1937 | 2026 | 2100 | 2099 | 2096 |
|               | 2013 | 2014 | 2018 | 2021 | 2022 | 2023 | 2024 |

2001-ben a település lakosságának 87%-a magyar, 13%-a cigány nemzetiségűnek vallotta magát.
A 2011-es népszámlálás során a lakosok 91,6%-a magyarnak, 14,6% cigánynak, 0,4% románnak mondta magát (8,4% nem nyilatkozott; a kettős identitások miatt a végösszeg nagyobb lehet 100%-nál). A vallási megoszlás a következő volt: római katolikus 67,1%, református 2%, görögkatolikus 0,4%, felekezeten kívüli 11,4% (18,4% nem nyilatkozott).
2022-ben a lakosság 89%-a vallotta magát magyarnak, 10,6% cigánynak, 0,7% ukránnak, 0,2% románnak, 0,1% lengyelnek, 1,6% egyéb, nem hazai nemzetiségűnek (10,9% nem nyilatkozott; a kettős identitások miatt a végösszeg nagyobb lehet 100%-nál). Vallásuk szerint 43,5% volt római katolikus, 2,6% református, 0,2% görög katolikus, 0,1% evangélikus, 0,8% egyéb keresztény, 0,6% egyéb katolikus, 8% felekezeten kívüli (43,7% nem válaszolt).

## Gazdasága
Lakosai főleg mezőgazdasági őstermelésből élnek. A legjelentősebb vállalkozás a településen a SEI Interconnect Products Kft 130 főt foglalkoztató üzeme.

## Nevezetességei
- 1773-ban épült, Szent Mihálynak szentelt műemlék templom
- Szentháromság-szobor (20. század eleje),[16] Nepomuki Szent János-szobor (1914),[17] két Mária-szobor és hat kőkereszt[18]
- Világháborús hősi emlékművek[19]
- A Gecse-szülőházban az 1999-ben elhunyt Gecse Árpád festőművész hagyatéka tekinthető meg (olajfestmények, grafikák, szoborportrék, plakettek és oltárképek) a művész használati tárgyaival és dokumentumokkal.
- Zsidó temető, 1999 óta emlékpark
- Zsír on the Feszt regionális fesztivál: sport, zene, szórakozás. A résztvevők száma több ezer, és 2009 óta folyamatosan növekszik. Legismertebb része a ZSÍROS KENYÉR FOCI KUPA. 2018-ban a MAJKA CURTIS nagykoncertnek volt nagy sikere, 2019-ben Parno Graszt világzenei fellépő hozta el a hangulatot, 2022-ben Wellhello és Kowalsky meg a Vega nagykoncert is volt a rendezvényen.
- Scream Running, a Rettegés Foka, Magyarország egyetlen horror futóversenye, amelyet 2017 óta rendeznek.
- Itt forgatták a Tollfelvásárló videóklipet, amely az X-Faktorig jutott, és az egész országban ismertté vált.
- Itt rendezték meg elsőnek Jász Kolbásztöltő Fesztivált, ami mára a Jászság legnagyobb „gasztrorendezvénye” lett. 2019 óta Jászberény ad neki otthont, de a szervezést mai napig egy alattyáni szervezet, a Zsíros Egyesület végzi.

## Híres alattyániak
- Itt született Gecse Árpád festőművész.
- Nicolas Sarkozy korábbi francia köztársasági elnök nagyszüleinek itt volt birtoka. A nagymama, Csáfordi Tóth Katinka nagybátyjától, Tóth-Maár Lajostól örökölt hozományát képező 200 holdon gazdálkodtak (közben a nagypapa Szolnokon, a közigazgatásban dolgozott).
- Tukacs István mesterszakács jelenleg is Alattyán lakója, kétszeres Kinizsi birtok szakács, négyszeres királyi nagymester szakács.
- Burai Kevin Zsolt „kisprímás” hegedűművész
- Itt született Csombor Teréz színművésznő.
- Józsa Tamás nemzetközi fotográfus és operatőr, az év esküvői fényképét készítette Magyarországon 2019-ben, több nemzetközi elismerést kapott munkássága.